# Чарлз Мосс (велогонщик)
Чарлз Мосс (англ. Charles Moss, 6 березня 1882 — 25 липня 1963) — британський велогонщик.
Срібний призер Олімпійських Ігор 1912 року в роздільній командній гонці.